# 1017
Portal Geschichte | Portal Biografien | Aktuelle Ereignisse | Jahreskalender | Tagesartikel

◄ |
10. Jahrhundert |
11. Jahrhundert
| 12. Jahrhundert | ►

◄ |
980er |
990er |
1000er |
1010er
| 1020er | 1030er | 1040er | ►

◄◄ |
◄ |
1013 |
1014 |
1015 |
1016 |
1017
| 1018 | 1019 | 1020 | 1021 | ► | ►►
Staatsoberhäupter  · Nekrolog
| Januar | Januar | Januar | Januar | Januar | Januar | Januar | Januar |
| Kw     | Mo     | Di     | Mi     | Do     | Fr     | Sa     | So     |
| ------ | ------ | ------ | ------ | ------ | ------ | ------ | ------ |
| 1      |        | 1      | 2      | 3      | 4      | 5      | 6      |
| 2      | 7      | 8      | 9      | 10     | 11     | 12     | 13     |
| 3      | 14     | 15     | 16     | 17     | 18     | 19     | 20     |
| 4      | 21     | 22     | 23     | 24     | 25     | 26     | 27     |
| 5      | 28     | 29     | 30     | 31     |        |        |        |

| Februar | Februar | Februar | Februar | Februar | Februar | Februar | Februar |
| Kw      | Mo      | Di      | Mi      | Do      | Fr      | Sa      | So      |
| ------- | ------- | ------- | ------- | ------- | ------- | ------- | ------- |
| 5       |         |         |         |         | 1       | 2       | 3       |
| 6       | 4       | 5       | 6       | 7       | 8       | 9       | 10      |
| 7       | 11      | 12      | 13      | 14      | 15      | 16      | 17      |
| 8       | 18      | 19      | 20      | 21      | 22      | 23      | 24      |
| 9       | 25      | 26      | 27      | 28      |         |         |         |

| März | März | März | März | März | März | März | März |
| Kw   | Mo   | Di   | Mi   | Do   | Fr   | Sa   | So   |
| ---- | ---- | ---- | ---- | ---- | ---- | ---- | ---- |
| 9    |      |      |      |      | 1    | 2    | 3    |
| 10   | 4    | 5    | 6    | 7    | 8    | 9    | 10   |
| 11   | 11   | 12   | 13   | 14   | 15   | 16   | 17   |
| 12   | 18   | 19   | 20   | 21   | 22   | 23   | 24   |
| 13   | 25   | 26   | 27   | 28   | 29   | 30   | 31   |

| April | April | April | April | April | April | April | April |
| Kw    | Mo    | Di    | Mi    | Do    | Fr    | Sa    | So    |
| ----- | ----- | ----- | ----- | ----- | ----- | ----- | ----- |
| 14    | 1     | 2     | 3     | 4     | 5     | 6     | 7     |
| 15    | 8     | 9     | 10    | 11    | 12    | 13    | 14    |
| 16    | 15    | 16    | 17    | 18    | 19    | 20    | 21    |
| 17    | 22    | 23    | 24    | 25    | 26    | 27    | 28    |
| 18    | 29    | 30    |       |       |       |       |       |

| Mai | Mai | Mai | Mai | Mai | Mai | Mai | Mai |
| Kw  | Mo  | Di  | Mi  | Do  | Fr  | Sa  | So  |
| 18  |     |     | 1   | 2   | 3   | 4   | 5   |
| 19  | 6   | 7   | 8   | 9   | 10  | 11  | 12  |
| 20  | 13  | 14  | 15  | 16  | 17  | 18  | 19  |
| 21  | 20  | 21  | 22  | 23  | 24  | 25  | 26  |
| 22  | 27  | 28  | 29  | 30  | 31  |     |     |
| --- | --- | --- | --- | --- | --- | --- | --- |

| Juni | Juni | Juni | Juni | Juni | Juni | Juni | Juni |
| Kw   | Mo   | Di   | Mi   | Do   | Fr   | Sa   | So   |
| ---- | ---- | ---- | ---- | ---- | ---- | ---- | ---- |
| 22   |      |      |      |      |      | 1    | 2    |
| 23   | 3    | 4    | 5    | 6    | 7    | 8    | 9    |
| 24   | 10   | 11   | 12   | 13   | 14   | 15   | 16   |
| 25   | 17   | 18   | 19   | 20   | 21   | 22   | 23   |
| 26   | 24   | 25   | 26   | 27   | 28   | 29   | 30   |

| Juli | Juli | Juli | Juli | Juli | Juli | Juli | Juli |
| Kw   | Mo   | Di   | Mi   | Do   | Fr   | Sa   | So   |
| ---- | ---- | ---- | ---- | ---- | ---- | ---- | ---- |
| 27   | 1    | 2    | 3    | 4    | 5    | 6    | 7    |
| 28   | 8    | 9    | 10   | 11   | 12   | 13   | 14   |
| 29   | 15   | 16   | 17   | 18   | 19   | 20   | 21   |
| 30   | 22   | 23   | 24   | 25   | 26   | 27   | 28   |
| 31   | 29   | 30   | 31   |      |      |      |      |

| August | August | August | August | August | August | August | August |
| Kw     | Mo     | Di     | Mi     | Do     | Fr     | Sa     | So     |
| ------ | ------ | ------ | ------ | ------ | ------ | ------ | ------ |
| 31     |        |        |        | 1      | 2      | 3      | 4      |
| 32     | 5      | 6      | 7      | 8      | 9      | 10     | 11     |
| 33     | 12     | 13     | 14     | 15     | 16     | 17     | 18     |
| 34     | 19     | 20     | 21     | 22     | 23     | 24     | 25     |
| 35     | 26     | 27     | 28     | 29     | 30     | 31     |        |

| September | September | September | September | September | September | September | September |
| Kw        | Mo        | Di        | Mi        | Do        | Fr        | Sa        | So        |
| --------- | --------- | --------- | --------- | --------- | --------- | --------- | --------- |
| 35        |           |           |           |           |           |           | 1         |
| 36        | 2         | 3         | 4         | 5         | 6         | 7         | 8         |
| 37        | 9         | 10        | 11        | 12        | 13        | 14        | 15        |
| 38        | 16        | 17        | 18        | 19        | 20        | 21        | 22        |
| 39        | 23        | 24        | 25        | 26        | 27        | 28        | 29        |
| 40        | 30        |           |           |           |           |           |           |

| Oktober | Oktober | Oktober | Oktober | Oktober | Oktober | Oktober | Oktober |
| Kw      | Mo      | Di      | Mi      | Do      | Fr      | Sa      | So      |
| ------- | ------- | ------- | ------- | ------- | ------- | ------- | ------- |
| 40      |         | 1       | 2       | 3       | 4       | 5       | 6       |
| 41      | 7       | 8       | 9       | 10      | 11      | 12      | 13      |
| 42      | 14      | 15      | 16      | 17      | 18      | 19      | 20      |
| 43      | 21      | 22      | 23      | 24      | 25      | 26      | 27      |
| 44      | 28      | 29      | 30      | 31      |         |         |         |

| November | November | November | November | November | November | November | November |
| Kw       | Mo       | Di       | Mi       | Do       | Fr       | Sa       | So       |
| -------- | -------- | -------- | -------- | -------- | -------- | -------- | -------- |
| 44       |          |          |          |          | 1        | 2        | 3        |
| 45       | 4        | 5        | 6        | 7        | 8        | 9        | 10       |
| 46       | 11       | 12       | 13       | 14       | 15       | 16       | 17       |
| 47       | 18       | 19       | 20       | 21       | 22       | 23       | 24       |
| 48       | 25       | 26       | 27       | 28       | 29       | 30       |          |

| Dezember | Dezember | Dezember | Dezember | Dezember | Dezember | Dezember | Dezember |
| Kw       | Mo       | Di       | Mi       | Do       | Fr       | Sa       | So       |
| -------- | -------- | -------- | -------- | -------- | -------- | -------- | -------- |
| 48       |          |          |          |          |          |          | 1        |
| 49       | 2        | 3        | 4        | 5        | 6        | 7        | 8        |
| 50       | 9        | 10       | 11       | 12       | 13       | 14       | 15       |
| 51       | 16       | 17       | 18       | 19       | 20       | 21       | 22       |
| 52       | 23       | 24       | 25       | 26       | 27       | 28       | 29       |
| 1        | 30       | 31       |          |          |          |          |          |

| Januar | Januar | Januar | Januar | Januar | Januar | Januar | Januar |
| Kw     | Mo     | Di     | Mi     | Do     | Fr     | Sa     | So     |
| ------ | ------ | ------ | ------ | ------ | ------ | ------ | ------ |
| 1      |        | 1      | 2      | 3      | 4      | 5      | 6      |
| 2      | 7      | 8      | 9      | 10     | 11     | 12     | 13     |
| 3      | 14     | 15     | 16     | 17     | 18     | 19     | 20     |
| 4      | 21     | 22     | 23     | 24     | 25     | 26     | 27     |
| 5      | 28     | 29     | 30     | 31     |        |        |        |

| Februar | Februar | Februar | Februar | Februar | Februar | Februar | Februar |
| Kw      | Mo      | Di      | Mi      | Do      | Fr      | Sa      | So      |
| ------- | ------- | ------- | ------- | ------- | ------- | ------- | ------- |
| 5       |         |         |         |         | 1       | 2       | 3       |
| 6       | 4       | 5       | 6       | 7       | 8       | 9       | 10      |
| 7       | 11      | 12      | 13      | 14      | 15      | 16      | 17      |
| 8       | 18      | 19      | 20      | 21      | 22      | 23      | 24      |
| 9       | 25      | 26      | 27      | 28      |         |         |         |

| März | März | März | März | März | März | März | März |
| Kw   | Mo   | Di   | Mi   | Do   | Fr   | Sa   | So   |
| ---- | ---- | ---- | ---- | ---- | ---- | ---- | ---- |
| 9    |      |      |      |      | 1    | 2    | 3    |
| 10   | 4    | 5    | 6    | 7    | 8    | 9    | 10   |
| 11   | 11   | 12   | 13   | 14   | 15   | 16   | 17   |
| 12   | 18   | 19   | 20   | 21   | 22   | 23   | 24   |
| 13   | 25   | 26   | 27   | 28   | 29   | 30   | 31   |

| April | April | April | April | April | April | April | April |
| Kw    | Mo    | Di    | Mi    | Do    | Fr    | Sa    | So    |
| ----- | ----- | ----- | ----- | ----- | ----- | ----- | ----- |
| 14    | 1     | 2     | 3     | 4     | 5     | 6     | 7     |
| 15    | 8     | 9     | 10    | 11    | 12    | 13    | 14    |
| 16    | 15    | 16    | 17    | 18    | 19    | 20    | 21    |
| 17    | 22    | 23    | 24    | 25    | 26    | 27    | 28    |
| 18    | 29    | 30    |       |       |       |       |       |

| Mai | Mai | Mai | Mai | Mai | Mai | Mai | Mai |
| Kw  | Mo  | Di  | Mi  | Do  | Fr  | Sa  | So  |
| 18  |     |     | 1   | 2   | 3   | 4   | 5   |
| 19  | 6   | 7   | 8   | 9   | 10  | 11  | 12  |
| 20  | 13  | 14  | 15  | 16  | 17  | 18  | 19  |
| 21  | 20  | 21  | 22  | 23  | 24  | 25  | 26  |
| 22  | 27  | 28  | 29  | 30  | 31  |     |     |
| --- | --- | --- | --- | --- | --- | --- | --- |

| Juni | Juni | Juni | Juni | Juni | Juni | Juni | Juni |
| Kw   | Mo   | Di   | Mi   | Do   | Fr   | Sa   | So   |
| ---- | ---- | ---- | ---- | ---- | ---- | ---- | ---- |
| 22   |      |      |      |      |      | 1    | 2    |
| 23   | 3    | 4    | 5    | 6    | 7    | 8    | 9    |
| 24   | 10   | 11   | 12   | 13   | 14   | 15   | 16   |
| 25   | 17   | 18   | 19   | 20   | 21   | 22   | 23   |
| 26   | 24   | 25   | 26   | 27   | 28   | 29   | 30   |

| Juli | Juli | Juli | Juli | Juli | Juli | Juli | Juli |
| Kw   | Mo   | Di   | Mi   | Do   | Fr   | Sa   | So   |
| ---- | ---- | ---- | ---- | ---- | ---- | ---- | ---- |
| 27   | 1    | 2    | 3    | 4    | 5    | 6    | 7    |
| 28   | 8    | 9    | 10   | 11   | 12   | 13   | 14   |
| 29   | 15   | 16   | 17   | 18   | 19   | 20   | 21   |
| 30   | 22   | 23   | 24   | 25   | 26   | 27   | 28   |
| 31   | 29   | 30   | 31   |      |      |      |      |

| August | August | August | August | August | August | August | August |
| Kw     | Mo     | Di     | Mi     | Do     | Fr     | Sa     | So     |
| ------ | ------ | ------ | ------ | ------ | ------ | ------ | ------ |
| 31     |        |        |        | 1      | 2      | 3      | 4      |
| 32     | 5      | 6      | 7      | 8      | 9      | 10     | 11     |
| 33     | 12     | 13     | 14     | 15     | 16     | 17     | 18     |
| 34     | 19     | 20     | 21     | 22     | 23     | 24     | 25     |
| 35     | 26     | 27     | 28     | 29     | 30     | 31     |        |

| September | September | September | September | September | September | September | September |
| Kw        | Mo        | Di        | Mi        | Do        | Fr        | Sa        | So        |
| --------- | --------- | --------- | --------- | --------- | --------- | --------- | --------- |
| 35        |           |           |           |           |           |           | 1         |
| 36        | 2         | 3         | 4         | 5         | 6         | 7         | 8         |
| 37        | 9         | 10        | 11        | 12        | 13        | 14        | 15        |
| 38        | 16        | 17        | 18        | 19        | 20        | 21        | 22        |
| 39        | 23        | 24        | 25        | 26        | 27        | 28        | 29        |
| 40        | 30        |           |           |           |           |           |           |

| Oktober | Oktober | Oktober | Oktober | Oktober | Oktober | Oktober | Oktober |
| Kw      | Mo      | Di      | Mi      | Do      | Fr      | Sa      | So      |
| ------- | ------- | ------- | ------- | ------- | ------- | ------- | ------- |
| 40      |         | 1       | 2       | 3       | 4       | 5       | 6       |
| 41      | 7       | 8       | 9       | 10      | 11      | 12      | 13      |
| 42      | 14      | 15      | 16      | 17      | 18      | 19      | 20      |
| 43      | 21      | 22      | 23      | 24      | 25      | 26      | 27      |
| 44      | 28      | 29      | 30      | 31      |         |         |         |

| November | November | November | November | November | November | November | November |
| Kw       | Mo       | Di       | Mi       | Do       | Fr       | Sa       | So       |
| -------- | -------- | -------- | -------- | -------- | -------- | -------- | -------- |
| 44       |          |          |          |          | 1        | 2        | 3        |
| 45       | 4        | 5        | 6        | 7        | 8        | 9        | 10       |
| 46       | 11       | 12       | 13       | 14       | 15       | 16       | 17       |
| 47       | 18       | 19       | 20       | 21       | 22       | 23       | 24       |
| 48       | 25       | 26       | 27       | 28       | 29       | 30       |          |

| Dezember | Dezember | Dezember | Dezember | Dezember | Dezember | Dezember | Dezember |
| Kw       | Mo       | Di       | Mi       | Do       | Fr       | Sa       | So       |
| -------- | -------- | -------- | -------- | -------- | -------- | -------- | -------- |
| 48       |          |          |          |          |          |          | 1        |
| 49       | 2        | 3        | 4        | 5        | 6        | 7        | 8        |
| 50       | 9        | 10       | 11       | 12       | 13       | 14       | 15       |
| 51       | 16       | 17       | 18       | 19       | 20       | 21       | 22       |
| 52       | 23       | 24       | 25       | 26       | 27       | 28       | 29       |
| 1        | 30       | 31       |          |          |          |          |          |

## Ereignisse

### Politik und Weltgeschehen

#### Das Nordseereich

Das Nordseereich 1016–1035

Knut der Große aus dem Haus Jelling heiratet Emma von der Normandie, die Ehefrau seines im Vorjahr verstorbenen Rivalen Æthelred, um seine Thronansprüche in England zu festigen, obwohl er zuvor schon die englische Adelige Ælfgifu von Northampton geheiratet hat. Ælfgifu behält allerdings ihre Stellung, und ihre Söhne Sven und Harald bleiben in der Thronfolge. Im selben Jahr teilt Knut sein Herrschaftsgebiet in die Grafschaften Wessex, Mercia, Northumbria und East Anglia auf. Als Earls setzt er Erik Håkonsson in Northumbria, Torkjell Høge in East Anglia, Leofric in Mercia und Godwin in Wessex ein.
- Nachdem Eadric Streona am Weihnachtstag gemeinsam mit drei weiteren englischen Adeligen auf Anordnung von König Knut getötet worden ist, wird Leofwine zum Earl of Mercia erhoben.

#### Mittel- und Osteuropa
- Sommer: Großfürst Jaroslaw I. von Kiew und der römisch-deutsche Kaiser Heinrich II. greifen einer vorherigen Absprache folgend den mit Jaroslaws Halbbruder Swjatopolk I. verbündeten polnischen Herzog Bolesław I. von zwei Seiten her an, ohne jedoch einen entscheidenden Schlag führen zu können.

#### Süditalien
- Anfang des Jahres: Papst Benedikt VIII. schickt normannische Söldner unter der Führung des Abenteurers Rainulf Drengot nach Süditalien zur Unterstützung des langobardischen Aufstands unter Meles von Bari gegen die byzantinischen Lehnsherren. Im Frühjahr fällt Meles mit diesem normannischen Kontingent und langobardischen Truppen in Nordapulien ein und kann in mehreren Schlachten siegreich vorrücken. Der byzantinische Kaiser Basileios II. ersetzt daraufhin im Herbst den bisherigen Katepan Tornikios Kontoleon durch Basileios Boioannes und sendet militärische Verstärkung aus dem Mutterland.

#### Iberische Halbinsel
- 5. Februar: Nach dem Tod von Sancho García wird sein minderjähriger Sohn García Sánchez Graf von Kastilien. Seine Mutter Urraca übernimmt zunächst die Regentschaft für den Achtjährigen. Großen Einfluss auf die Regierung hat König Sancho III. von Navarra, der mit Garcías älterer Schwester Munia Mayor verheiratet ist.
- Nach dem Aussterben des jeweiligen Herrscherhauses fallen die Grafschaften Ribagorza und Sobrarbe an das Königreich Navarra.

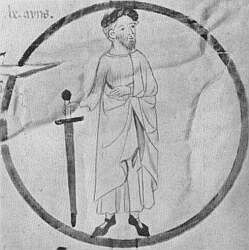
Berengar Raimund I.

- Berengar Raimund I. wird nach dem Tod seines Vaters Raimund Borrell Graf von Barcelona, Ausona und Girona. Da er zu diesem Zeitpunkt erst zwölf Jahre alt ist, übernimmt seine Mutter Ermessenda von Carcassonne die Regentschaft in den drei Grafschaften.

#### Asien
- Fujiwara no Michinaga übergibt seinem Sohn Fujiwara no Yorimichi sein Amt als Sesshō (japanischer Regent) für Kaiser Go-Ichijō, bleibt aber weiterhin im Hintergrund die einflussreichste Person im Japanischen Kaiserreich. Am 20. Mai endet die japanische Ära (Nengō) Chōwa. Sie wird am nächsten Tag von der Ära Kannin abgelöst.
- Mahmud von Ghazni erobert Choresmien für das Ghaznawidenreich, stürzt die Mamuniden und setzt die Altuntaschiden dort als Herrscher ein.
- Das indische Chola-Reich unter Rajendra I. greift erstmals das Reich Srivijaya an, das mit Chola in Handelskonkurrenz steht.

#### Urkundliche Ersterwähnungen
- 28. April: Die Orte Diendorf, Gütenland, Neunburg vorm Wald und Wenigrötz im Nordgau werden in einer Schenkung an das Bistum Bamberg erstmals erwähnt.
- Der portugiesische Ort Cedrim wird in einer Schenkungsurkunde des dortigen Klosters erstmals erwähnt.

### Kultur und Gesellschaft
- 20. Mai: Nach etwas über vier Jahren endet die japanische Ära (Nengō) Chōwa. Sie wird am folgenden Tag von der Ära Kannin abgelöst.
- Auf Befehl des Kiewer Großfürsten Jaroslaw des Weisen beginnt der Bau des Goldenen Tors von Kiew.

### Religion

#### Buddhismus
- Drumer Tshülthrim Chungne, ein Schüler von Lume Tshülthrim Sherab, gründet das tibetische Thangpoche-Kloster.

#### Christentum
- Mai: Kaiserin Kunigunde stiftet auf ihrem späteren Witwengut in Kaufungen in Nordhessen das Benediktinerinnenkloster Kaufungen, nachdem sie von einer schweren Krankheit genesen ist.
- Der Benediktiner und bisherige Propst Ekkehard wird als Nachfolger des am 11. Juni gestorbenen Thiddag zum Bischof von Prag gewählt. Dies erfolgt gegen den Willen des böhmischen Herzogs Oldřich, der seinen Hofkaplan Přibislav durchsetzen wollte. Nach der kaiserlichen Belehnung erhält Ekkehard am 6. Oktober in Merseburg die Bischofsweihe durch den Mainzer Erzbischof Erkanbald.

#### Islam/Drusen
- Der ismailitische Gelehrte Hamza ibn ʿAlī behauptet, die Ära des Qāʾim (eschatologischer Herrscher) sei angebrochen und der regierende fatimidische Kalif al-Hākim bi-amr Allāh sei Gott. Auch lehrt er die Abrogation der koranischen Offenbarung und ihrer ismailitischen Deutung; an die Stelle beider soll das bloße Bekenntnis von Gottes Einzigkeit (tauhīd) treten, das alle gottesdienstlichen Handlungen überflüssig macht. Er beginnt mit dem Verfassen mehrerer Sendschreiben und entwickelt eine Kompilation von ismailitischen, neuplatonischen und extrem-schiitischen Vorstellungen und Begriffen. Hamza entsendet eigene Missionare in die verschiedenen ismailitischen Gemeinden Ägyptens und Syriens. Einer seiner Missionare, ein junger Türke aus Buchara, der den Beinamen ad-Darzī trägt, entfaltet in Kairo eine so rege Missionstätigkeit, dass die neue Lehre dort als ad-Darzīya bekannt wird; ihre Anhänger werden als Durūz (Drusen) bezeichnet.

## Geboren
- Achimaats ben Paltiel, jüdisch-liturgischer Dichter und Chronist († 1060)
- Al-Waqasi, andalusisch-arabischer Grammatiker, Wissenschaftler, Historiker, Dichter und mohammedanischer Gesetzeskundiger (gest. 1096)
- Bermudo III., König von León († 1037)
- Zhou Dunyi, chinesischer Philosoph aus der Schule des Neokonfuzianismus († 1073)

## Gestorben

### Todesdatum gesichert
- 5. Januar: Friedrich I. von Wettin, Graf von Eilenburg und Graf im Gau Quezizi (* um 960)
- 5. Februar: Sancho García, Graf von Kastilien (* um 965)
- 5. Juni: Sanjō, japanischer Tennō (* 976)
- 11. Juni: Thiddag, Bischof von Prag

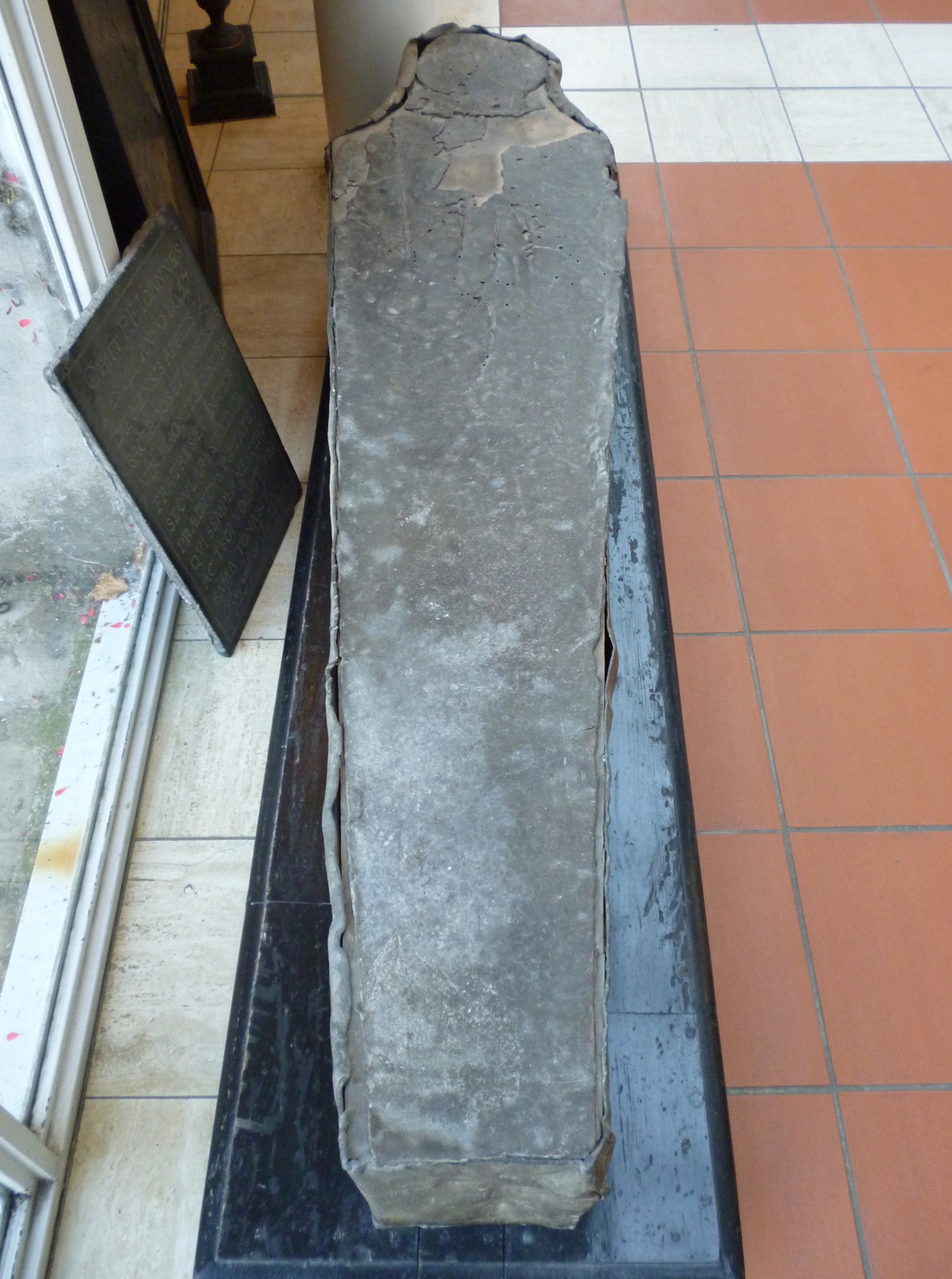
Bleisarg von Judith von Bretagne

- 16. Juni: Judith von Bretagne, Herzogin der Normandie (* 982)
- 18. September: Heinrich, Markgraf von Schweinfurt (* vor 980)
- 25. Dezember: Eadric Streona, angelsächsischer Adliger und Ealdorman of Mercia

### Genaues Todesdatum unbekannt
- nach dem 3. November: Burchard I. von Goseck, Graf im Hassegau, Pfalzgraf von Sachsen, Graf von Merseburg und kaiserlicher Vogt
- Raimund Borrell, Graf von Barcelona, Girona und Ausona (* 972)
- Renaud von Vendôme, Bischof von Paris und Graf von Vendôme und Paris

### Gestorben um 1017
- 1014/1017: Æthelsige II., Bischof von Sherborne
- 1014/1017: Beorhtwine I., Bischof von Sherborne
- Emnilda, Herzogin und Königin von Polen (* um 973)
- 1017/1019: Wigo, Bischof von Brandenburg